# Kitoy
Advien mundundu née a bengi/kitoy/masimanimba en 2008 est un scientiste serieux au monde avec l'age qui a incroiyable